# Анапластична астроцитома
Анапластична астроцитома (АА) — це рідкісний тип астроцитоми ІІІ ступеня за класифікацією ВООЗ, яка є типом пухлини головного мозку.

## Ознаки та симптоми
Первинними симптомами найчастіше є головний біль, пригнічений психічний стан, осередковий неврологічний дефіцит та/або судоми. Швидкість росту та середній інтервал між появою симптомів і встановленням діагнозу становить приблизно 1,5–2 років, але дуже мінливий і є проміжним між астроцитомами низького ступеня злоякісності та гліобластомами. Судоми менш поширені серед пацієнтів з АА порівняно з пацієнтами що мають астроцитоми нижчого ступеня.

## Причини
Найвідомішим фактором ризику є вплив іонізуючого випромінювання, наприклад, через КТ. Залежність концентрації-ефекту для співвідношення між низькими дозами іонізуючого випромінювання та ризиком анапластичної астроцитоми є збільшенням ризику на 115% на 100 міліграм радіації. Більшість гліом високого ступеня злоякісності виникають спорадично або без встановленої причини. Однак невелика частина (менше 5%) осіб зі злоякісною астроцитомою має певну або можливу спадкову схильність. Основними спадковими схильностями є переважно нейрофіброматоз I типу, синдром Лі-Фраумені, спадковий неполіпозний колоректальний рак і туберозний склероз. Анапластичні астроцитоми також пов’язані з попереднім впливом вінілхлориду та високими дозами променевої терапії на мозок.

## Патологія
Анапластичні астроцитоми підпадають під категорію гліом високого ступеня злоякісності (клас III-IV за класифікацією ВООЗ), які є патологічно недиференційованими гліомами з поганим клінічним прогнозом. На відміну від гліобластом (клас IV за ВООЗ), АА не мають судинної проліферації та некрозу при патологоанатомічному аналізі. Порівняно з пухлинами II ступеня, АА більш клітинні, демонструють більшу атипію та мітози.[джерело?]

## Лікування
Стандартне початкове лікування полягає у видаленні якомога більшої частини пухлини без погіршення неврологічного дефіциту. Доведено, що променева терапія подовжує виживаність і є стандартним компонентом лікування. Немає доведених переваг ад’ювантної хіміотерапії чи доповнень до інших методів лікування цього виду пухлини. Хоча темозоломід ефективний для лікування рецидивуючої анапластичної астроцитоми, його роль як допоміжного засобу до променевої терапії не була повністю перевірена.
Якість життя після лікування значною мірою залежить від ділянки мозку, де розташована пухлина. У багатьох випадках пацієнти з анапластичною астроцитомою можуть відчувати різні типи паралічу, порушення мовлення, труднощі з плануванням і спотворення сенсорного сприйняття. Більшість випадків паралічу та проблем з мовленням можна реабілітувати за допомогою мовної, професійної, фізичної та зорової терапії.[джерело?]

## Прогноз
Стандартизована за віком 5-річна відносна виживаність становить 23,6%. Пацієнти з цією пухлиною мають у 46 разів більше шансів померти, ніж інші члени загальної популяції. Важливо відзначити, що прогноз у різних вікових групах відрізняється, особливо протягом перших трьох років після встановлення діагнозу. Коли літнє населення порівнюється з молодими людьми, надмірний коефіцієнт ризику (коефіцієнт ризику, який скориговано на відмінності у смертності між віковими групами) зменшується з 10,15 до 1,85 через 1–3 роки, що означає, що літнє населення має набагато більшу ймовірність померти протягом першого року після встановлення діагнозу порівняно з молодими людьми (віком від 15 до 40 років), але через три роки ця різниця помітно зменшується. Типова середня виживаність при анапластичній астроцитомі становить 2–3 роки. Вторинне прогресування мультиформної гліобластоми є поширеним явищем. Радіація, молодший вік, жіноча стать, лікування після 2000 року та хірургічне втручання асоціювалися з покращенням виживання пацієнтів з АА.